# Creney-près-Troyes
Creney-près-Troyes – miejscowość i gmina we Francji, w regionie Grand Est, w departamencie Aube.
Według danych na rok 1990 gminę zamieszkiwało 1550 osób, a gęstość zaludnienia wynosiła 98 osób/km².